# Droga R16 (Białoruś)
Droga R16 (biał. Дарога Р16, ros. Дорога Р16) – droga o znaczeniu krajowym na Białorusi. Łączy Tuchenicze koło Brześcia z granicą z Polską. Jej długość wynosi 47 km, w całości biegnie w obwodzie brzeskim. Na całej długości posiada nawierzchnię asfaltową.

## Miejscowości leżące na trasie R16
- Tuchenicze
- Motykały Małe
- Motykały Wielkie
- Wysokie (R85)
- Oberowszczyzna (R102)
- Pahranicznaja
- Pieszczatka (R98) – przejście graniczne (kontynuacja jako droga krajowa nr 66 w Polsce)